# Pleumeur-Gautier
Ne doit pas être confondu avec Pleumeur-Bodou.
Pleumeur-Gautier [plømœʁ gotje] est une commune française située dans le département des Côtes-d'Armor, en région Bretagne.

## Géographie

### Communes limitrophes

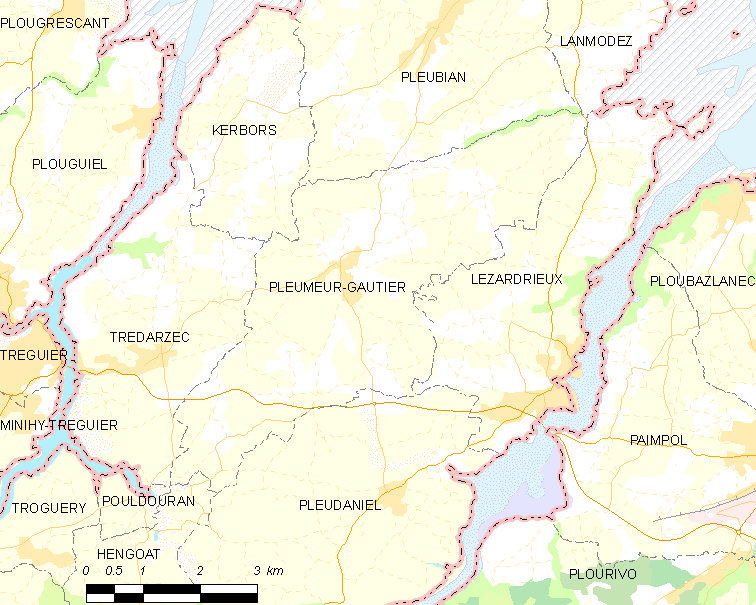

La commune de Pleumeur-Gautier est limitrophe de 8 communes.
| Kerbors             | Pleubian         | Lanmodez    |
| Trédarzec           | Pleumeur-Gautier | Lézardrieux |
| Pouldouran, Hengoat | Pleudaniel       | Pleudaniel  |

### Hydrographie
Pour un article plus général, voir Réseau hydrographique des Côtes-d'Armor.
La commune est située dans le bassin Loire-Bretagne. Elle est drainée par le Bouillenou,.

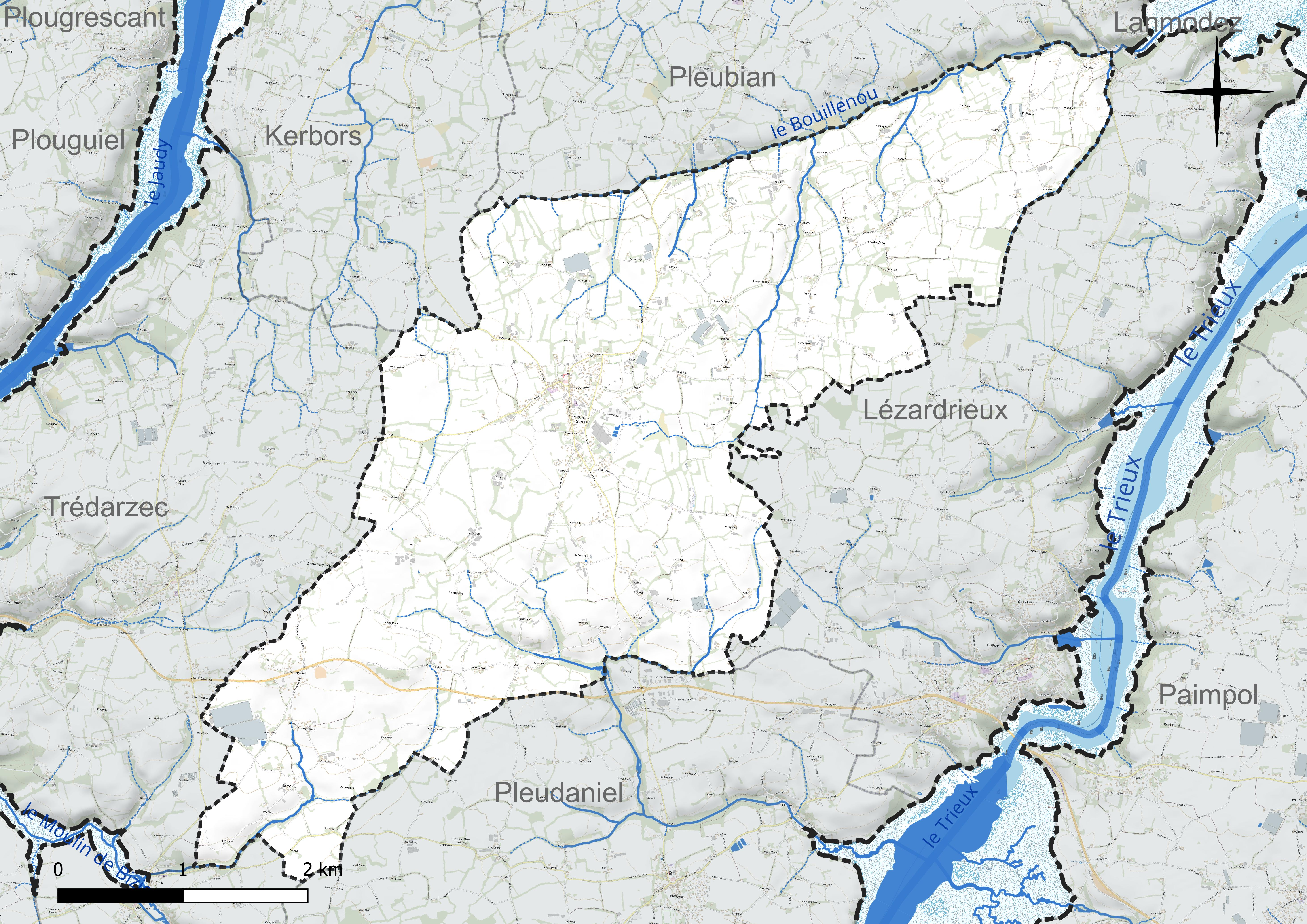
Réseau hydrographique de Pleumeur-Gautier.

### Climat
Pour des articles plus généraux, voir Climat de la Bretagne et Climat des Côtes-d'Armor.
En 2010, le climat de la commune est de type climat océanique franc, selon une étude du Centre national de la recherche scientifique s'appuyant sur une série de données couvrant la période 1971-2000. En 2020, Météo-France publie une typologie des climats de la France métropolitaine dans laquelle la commune est exposée à un climat océanique et est dans la région climatique Finistère nord, caractérisée par une pluviométrie élevée, des températures douces en hiver (6 °C), fraîches en été et des vents forts. Parallèlement l'observatoire de l'environnement en Bretagne publie en 2020 un zonage climatique de la région Bretagne, s'appuyant sur des données de Météo-France de 2009. La commune est, selon ce zonage, dans la zone « Littoral », exposée à un climat venté, avec des étés frais mais doux en hiver et des pluies moyennes.  
Pour la période 1971-2000, la température annuelle moyenne est de 11,1 °C, avec  une amplitude thermique annuelle de 10,5 °C. Le cumul annuel moyen de précipitations est de 768 mm, avec 13,5 jours de précipitations en janvier et 6,9 jours en juillet. Pour la période 1991-2020, la température moyenne annuelle observée sur la station météorologique la plus proche, située sur la commune de La Roche-Jaudy à 10 km à vol d'oiseau, est de 11,8 °C et le cumul annuel moyen de précipitations est de 887,1 mm,. Pour l'avenir, les paramètres climatiques de la commune estimés pour 2050 selon différents scénarios d'émission de gaz à effet de serre sont consultables sur un site dédié publié par Météo-France en novembre 2022.

## Urbanisme

### Typologie
Au 1er janvier 2024, Pleumeur-Gautier est catégorisée commune rurale à habitat dispersé, selon la nouvelle grille communale de densité à 7 niveaux définie par l'Insee en 2022.
Elle est située hors unité urbaine. Par ailleurs la commune fait partie de l'aire d'attraction de Paimpol, dont elle est une commune de la couronne,. Cette aire, qui regroupe 13 communes, est catégorisée dans les aires de moins de 50 000 habitants,.

### Occupation des sols
L'occupation des sols de la commune, telle qu'elle ressort de la base de données européenne d’occupation biophysique des sols Corine Land Cover (CLC), est marquée par l'importance des territoires agricoles (96,7 % en 2018), en diminution par rapport à 1990 (97,6 %). La répartition détaillée en 2018 est la suivante : 
terres arables (70,3 %), zones agricoles hétérogènes (26,4 %), zones urbanisées (2,6 %), forêts (0,7 %). L'évolution de l’occupation des sols de la commune et de ses infrastructures peut être observée sur les différentes représentations cartographiques du territoire : la carte de Cassini (XVIIIe siècle), la carte d'état-major (1820-1866) et les cartes ou photos aériennes de l'IGN pour la période actuelle (1950 à aujourd'hui).

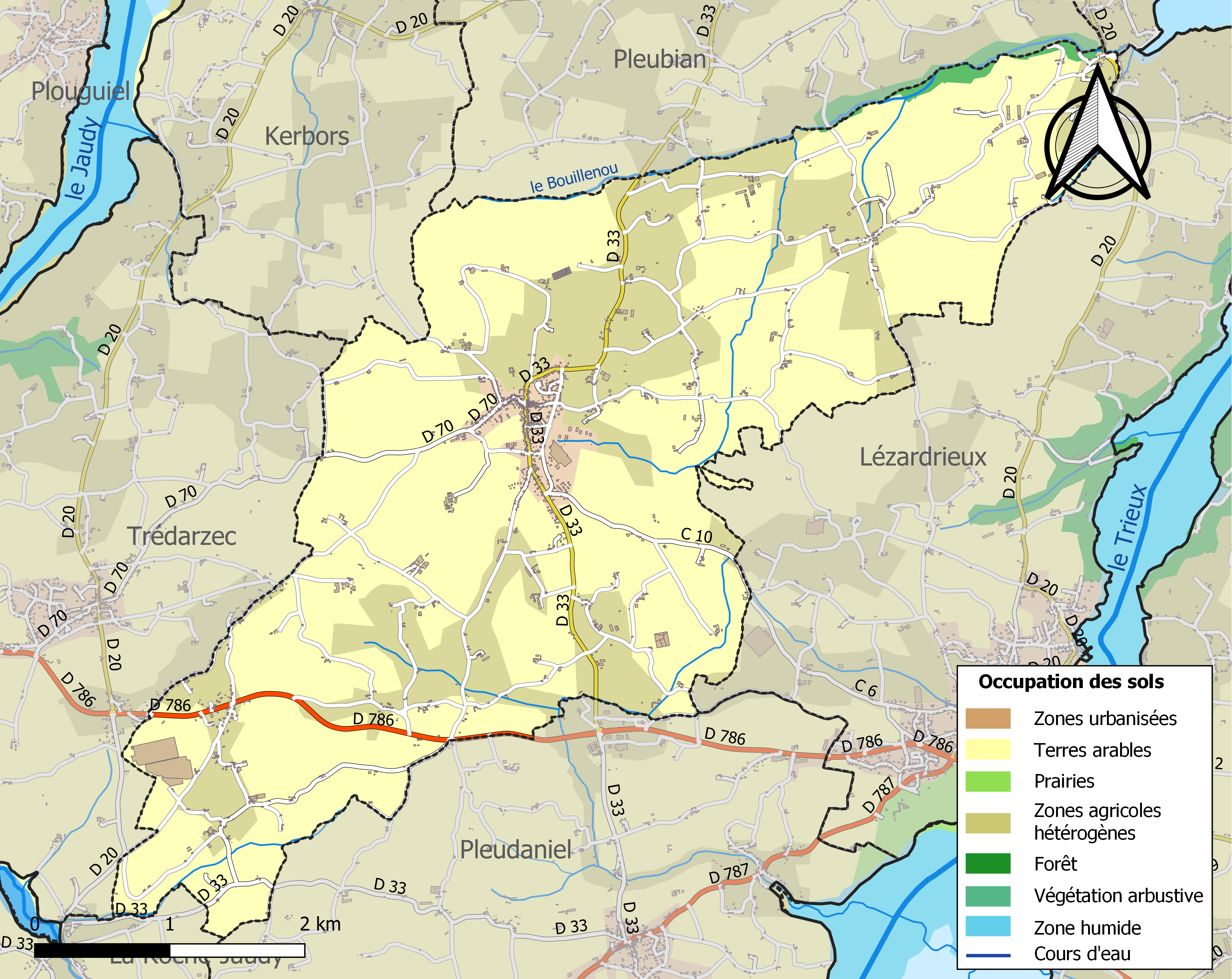
Carte des infrastructures et de l'occupation des sols de la commune en 2018 (CLC).

### Morphologie urbaine
La commune se compose du bourg et de deux hameaux principaux :
- le hameau de Saint-Adrien, au nord-est ;
- le hameau de Saint-Aaron, au sud-ouest.

## Toponymie
Le nom de la localité est attesté sous les formes Magna plebs vers 1034, Plebs Magna Galterii en 1330, Ploemeurgaultier en 1399, 1427 et en 1486.
Ploemeur est formé avec le vieux breton ploe (paroisse) et meur (grand), « Grande-Paroisse », par opposition à sa voisine Pleubian ou Plou-Mor, « Paroisse de la Mer ».
Gautier viendrait d'un saint Gauthier, prévôt de l'abbaye en Tréguier.
Le nom de la localité est attesté en breton sous les formes Pleuveur et Pleuveur-Goater.
Ses habitants sont appelés les Pleumeuriens.

## Histoire

### Moyen-Âge
Au IVe siècle, les invasions barbares y ont déferlé de tous côtés sur l'Europe. L'Angleterre n'est pas épargnée et la population celte de l'île, repoussée vers le Sud par les Barbares, doit se réfugier en Armorique, préservée des invasions.
Cette population est celte et chrétienne. Elle vient avec des évêques, des moines, des chefs civils et militaires. Le partage des terres se fait alors à cette époque. Quand les paroisses se constituent, leur nom commence par « Plou ».
Dans la presqu'île de Lézardrieux se constitue une paroisse centrale de l'Armorique primitive entre le Jaudy et le Trieux. Les autres paroisses n'existent alors pas encore. La paroisse centrale est appelée "Plou-Meur". "Plou-Meur" est le centre de cette petite région qui s'étend jusqu'à la mer : il s'agit de la "Paroisse de la Mer" (Plou-Mor).
Pleumeur est le centre d'activités des missionnaires qui évangélisent le pays en remontant les rivières : saint Douron, saint Maudez, saint Riom et saint Iltud. Saint Douron (chapelle Saint-Aaron) et saint Riom (chapelle Saint-Adrien) ont leur chapelle sur le territoire de la paroisse tandis que saint Maudez a un oratoire.

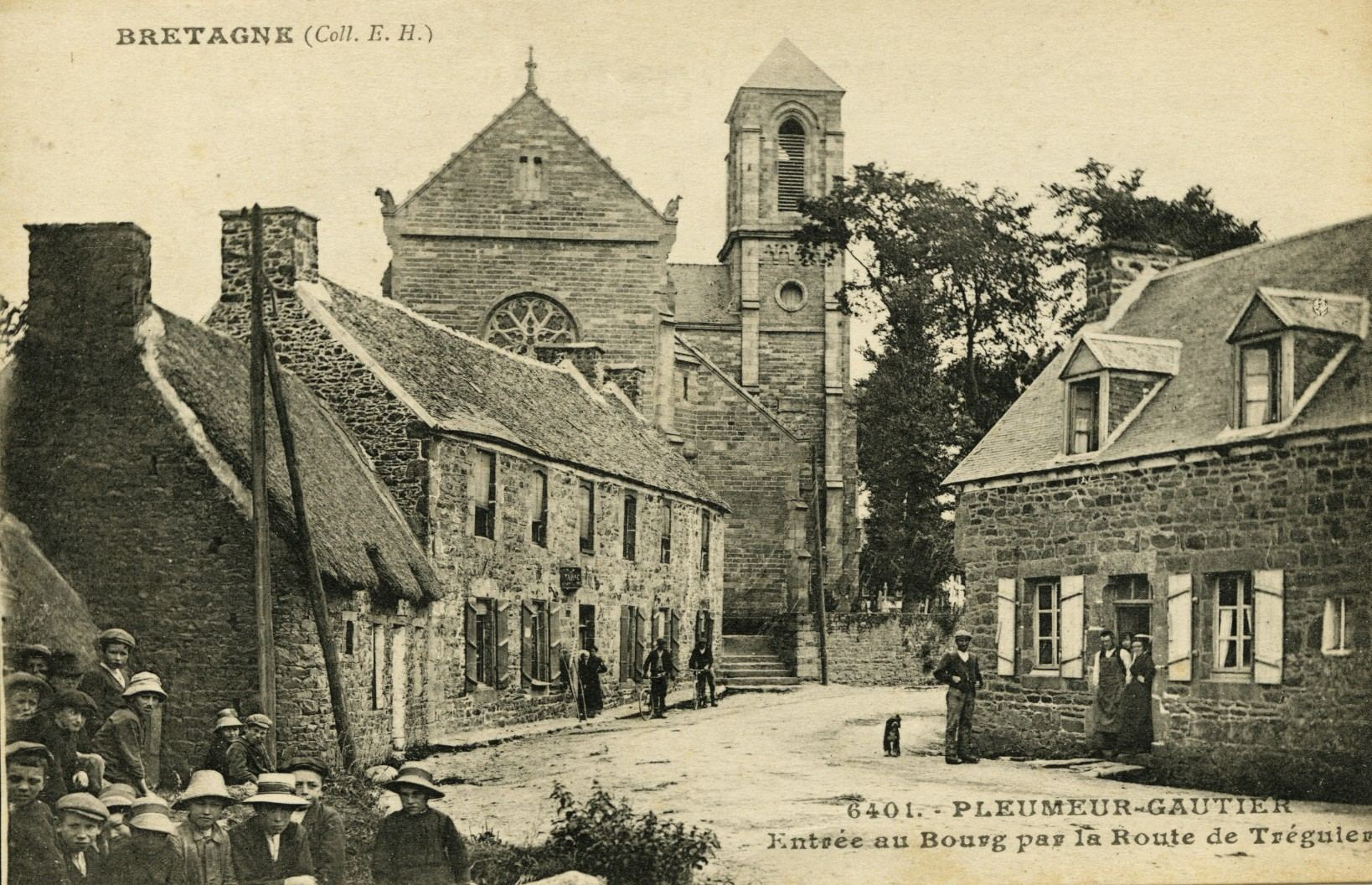
Entrée du bourg par la route de Tréguier, vers 1920 - AD22 - 16FI3832

Avec le temps, les autres paroisses se constituent : Pleubian - Plourihan - est une petite paroisse bordant la mer. Elle est maintenant la grande paroisse de la Presqu'île. Lézardrieux, aujourd'hui chef-lieu du canton, dépendait de Pleumeur jusqu'à la Révolution française. Ainsi s'explique que Pleumeur soit resté le doyenné de la presqu'île, c'est-à-dire le centre religieux, alors que Lézardrieux en est devenu le centre administratif civil.

### Temps modernes
Commune essentiellement rurale, Pleumeur a vécu les siècles avec la vie rurale et paisible d'un bourg longtemps sans changement, de fermes isolées transmises de père en fils.

### LeXXesiècle

#### Les guerres du XXe siècle
Le monument aux Morts porte les noms de 92 soldats morts pour la Patrie :
- 70 sont morts durant la Première Guerre mondiale.
- 21 sont morts durant la Seconde Guerre mondiale.
- 1 est mort durant la Guerre d'Algérie.

Né à Pleumeur-Gautier en 1912, Yves Coantiec a été accusé d'avoir porté un coup de couteau à un soldat allemand lors d'une altercation dans un bar. Il a été condamné à la peine de mort le 22 mars 1941, et fusillé le 9 avril 1941 pour "acte de violence contre l'armée allemande".

#### La nouvelle église paroissiale
L'église, récente (1902), a remplacé une vieille église datant de 1622. Le cimetière entourait l'église jusqu'en 1931. De l'église disparue en 1902, la nouvelle église a conservé deux statues de valeur : une pietà, c'est-à-dire une statue de la Vierge tenant ses genoux Jésus qui vient d'être descendu de la Croix, et une statue de sainte Anne tenant la Sainte Vierge, sa fille. Il y a également une chaire, un confessionnal sculpté et il faut mentionner le Christ en croix.

### LeXXIesiècle

#### Le legs de Raymond Kerharo
Raymond Kerharo, un Pleumeurien de naissance décédé en mars 2019 âgé de 82 ans a fait don de plus d'1,375 million d'euros à sa commune natale à condition d' « utiliser cette somme dans un but humanitaire, logements sociaux ou assistance à des personnes méritantes dans le besoin ».

## Politique et administration

### Intercommunalité
Pleumeur-Gautier était membre de la petite communauté de communes de la Presqu'île de Lézardrieux, un établissement public de coopération intercommunale (EPCI) à fiscalité propre créé en 2001 et auquel la commune avait transféré un certain nombre de ses compétences, dans les conditions déterminées par le code général des collectivités territoriales.
La loi portant nouvelle organisation territoriale de la République (Loi NOTRe) du 7 août 2015 prescrivant, dans le cadre de l'approfondissement de la coopération intercommunale, que les intercommunalités à fiscalité propre doivent, sauf exceptions, regrouper au moins 15 000 habitants, cette intercommunalité a fusionné avec ses voisines pour former, le 1er janvier 2017, la communauté d'agglomération dénommée Lannion-Trégor Communauté, dont est désormais membre la commune.

### Tendances politiques et résultats
Lors des élections départementales de 2015, la commune a majoritairement voté pour la gauche.

### Liste des maires
| Période                                  | Période                       | Identité                        | Étiquette | Qualité |
| ---------------------------------------- | ----------------------------- | ------------------------------- | --------- | --- |
| Les données manquantes sont à compléter. |                               |                                 |           | |
| 1790                                     |                               | Y. Galbon                       |           | |
| 1793                                     |                               | M. L'Hostellier                 |           | |
| 1794                                     |                               | M. Corlouer                     |           | |
| 1795                                     |                               | M. Le Quellec                   |           | |
| 1797                                     |                               | M. Moreau                       |           | |
| 1799                                     |                               | Yves Corlouer                   |           | |
| 1808                                     | 1816                          | François Kerroux                |           | |
| 1816                                     | 1830                          | M. Paranthoën                   |           | |
| 1830                                     | 1837                          | M. Le Callennec                 |           | |
| 1837                                     | 1848                          | François Kerroux                |           | |
| 1848                                     | 1852                          | F. Paranthoën                   |           | |
| 1852                                     | 1870                          | François Kerroux                |           | |
| Les données manquantes sont à compléter. |                               |                                 |           | |
| ca. 1914                                 |                               | Yves-Marie Trégoat              |           | Cultivateur |
| ca. 1937                                 |                               | M. Hamon                        |           | |
| mai 1939                                 |                               | Jean-François Guillou           |           | |
| avant 1955                               | novembre 1967 (démission)     | Auguste Ollivier                |           | |
| janvier 1968                             | 1986                          | Pierre Guillou                  |           | |
| 1986                                     | mars 1989                     | François Le Moullec (1924-2015) |           | Mécanicien agricole Président du conseil d'administration du CMB (1985 → 1998) Maire par délégation - Adjoint suppléant le maire Pierre Guillou, accidenté |
| mars 1989                                | mars 2001                     | Yves Raison                     |           | Ouvrier de coopérative agricole |
| mars 2001                                | En cours (au 23 juillet 2020) | Pierrick Gouronnec              | PS        | Agriculteur Conseiller départemental de Tréguier (2015 → ) Vice-président de la CA Lannion-Trégor Communauté (2017 → ) Réélu pour le mandat 2020-2026,     |

## Population et société

### Démographie
L'évolution du nombre d'habitants est connue à travers les recensements de la population effectués dans la commune depuis 1793. Pour les communes de moins de 10 000 habitants, une enquête de recensement portant sur toute la population est réalisée tous les cinq ans, les populations de référence des années intermédiaires étant quant à elles estimées par interpolation ou extrapolation. Pour la commune, le premier recensement exhaustif entrant dans le cadre du nouveau dispositif a été réalisé en 2008.

En 2022, la commune comptait 1 186 habitants, en évolution de −3,81 % par rapport à 2016 (Côtes-d'Armor : +1,78 %, France hors Mayotte : +2,11 %).
| 1793  | 1800  | 1806  | 1821  | 1831  | 1836  | 1841  | 1846  | 1851  |
| ----- | ----- | ----- | ----- | ----- | ----- | ----- | ----- | ----- |
| 2 503 | 2 443 | 2 252 | 2 445 | 2 420 | 2 579 | 2 505 | 2 651 | 2 556 |

| 1856  | 1861  | 1866  | 1872  | 1876  | 1881  | 1886  | 1891  | 1896  |
| ----- | ----- | ----- | ----- | ----- | ----- | ----- | ----- | ----- |
| 2 456 | 2 438 | 2 467 | 2 478 | 2 523 | 2 356 | 2 390 | 2 222 | 2 250 |

| 1901  | 1906  | 1911  | 1921  | 1926  | 1931  | 1936  | 1946  | 1954  |
| ----- | ----- | ----- | ----- | ----- | ----- | ----- | ----- | ----- |
| 2 226 | 2 209 | 2 129 | 1 820 | 1 714 | 1 679 | 1 660 | 1 573 | 1 514 |

| 1962  | 1968  | 1975  | 1982  | 1990  | 1999  | 2006  | 2008  | 2013  |
| ----- | ----- | ----- | ----- | ----- | ----- | ----- | ----- | ----- |
| 1 418 | 1 391 | 1 250 | 1 161 | 1 171 | 1 140 | 1 139 | 1 139 | 1 227 |

| 2018  | 2022  | - | - | - | - | - | - | - |
| ----- | ----- | - | - | - | - | - | - | - |
| 1 202 | 1 186 | - | - | - | - | - | - | - |

### Enseignement
Il y a deux écoles, l'une publique, l'autre privée, situées au bourg.

### Culte
La commune fait partie de la paroisse de la Presqu'île de Lézardrieux, dans le diocèse de Saint-Brieuc et Tréguier.

## Lieux et monuments

### Monuments religieux
- La croix de Croas-Gwenn, inscrite au titre de monument historique en 1927, a été érigée en 1755 pour conjurer la peste. Elle représente plusieurs scènes de la Passion.
- La croix du Salut, inscrite au titre de Monument historique depuis 1933, a été érigée en 1723 avec son socle.
- L'église Saint-Pierre, voir aussi : Vierge à l'Enfant de Pleumeur-Gautier.

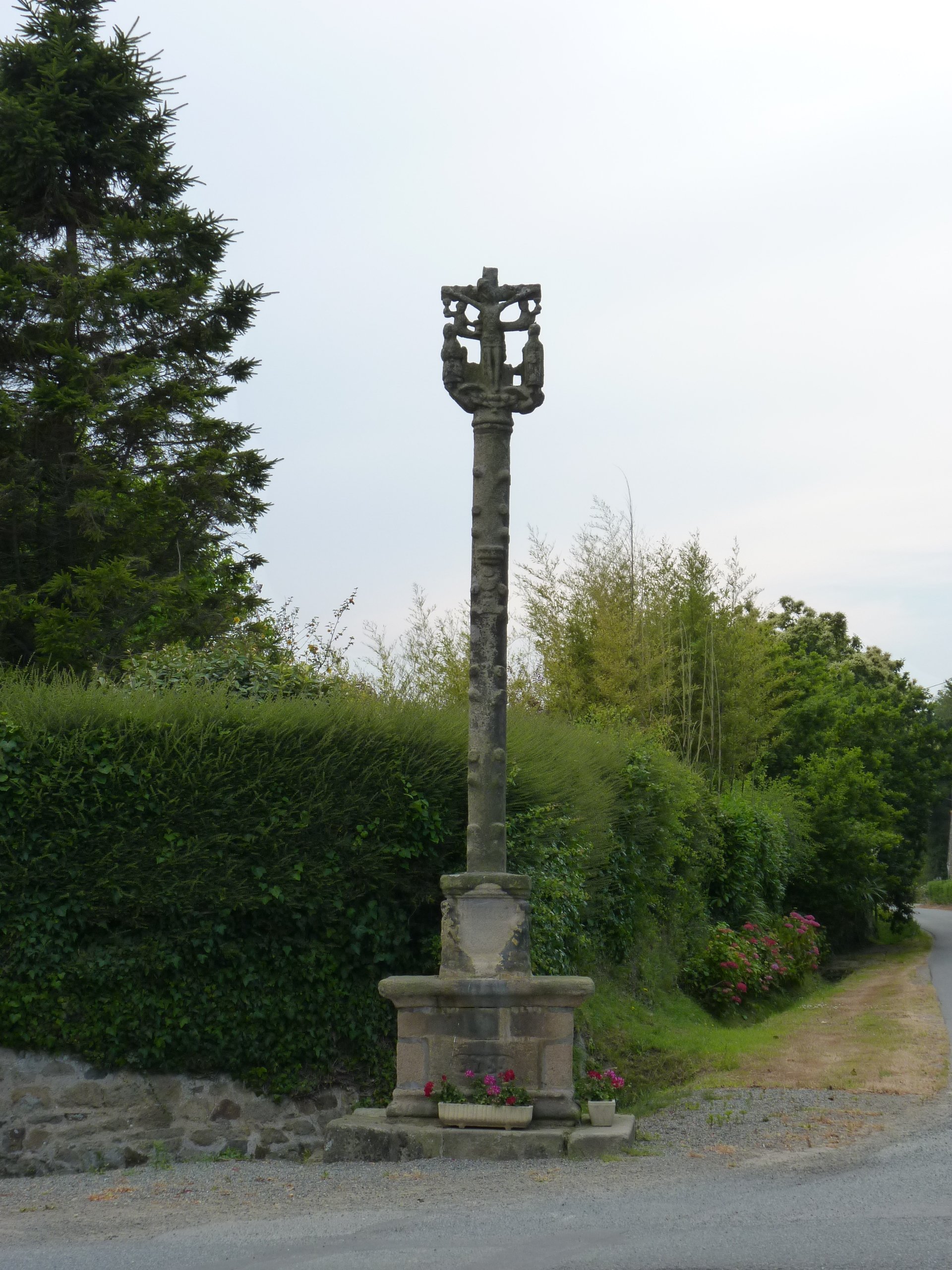
Croix de Croas-Gwenn.
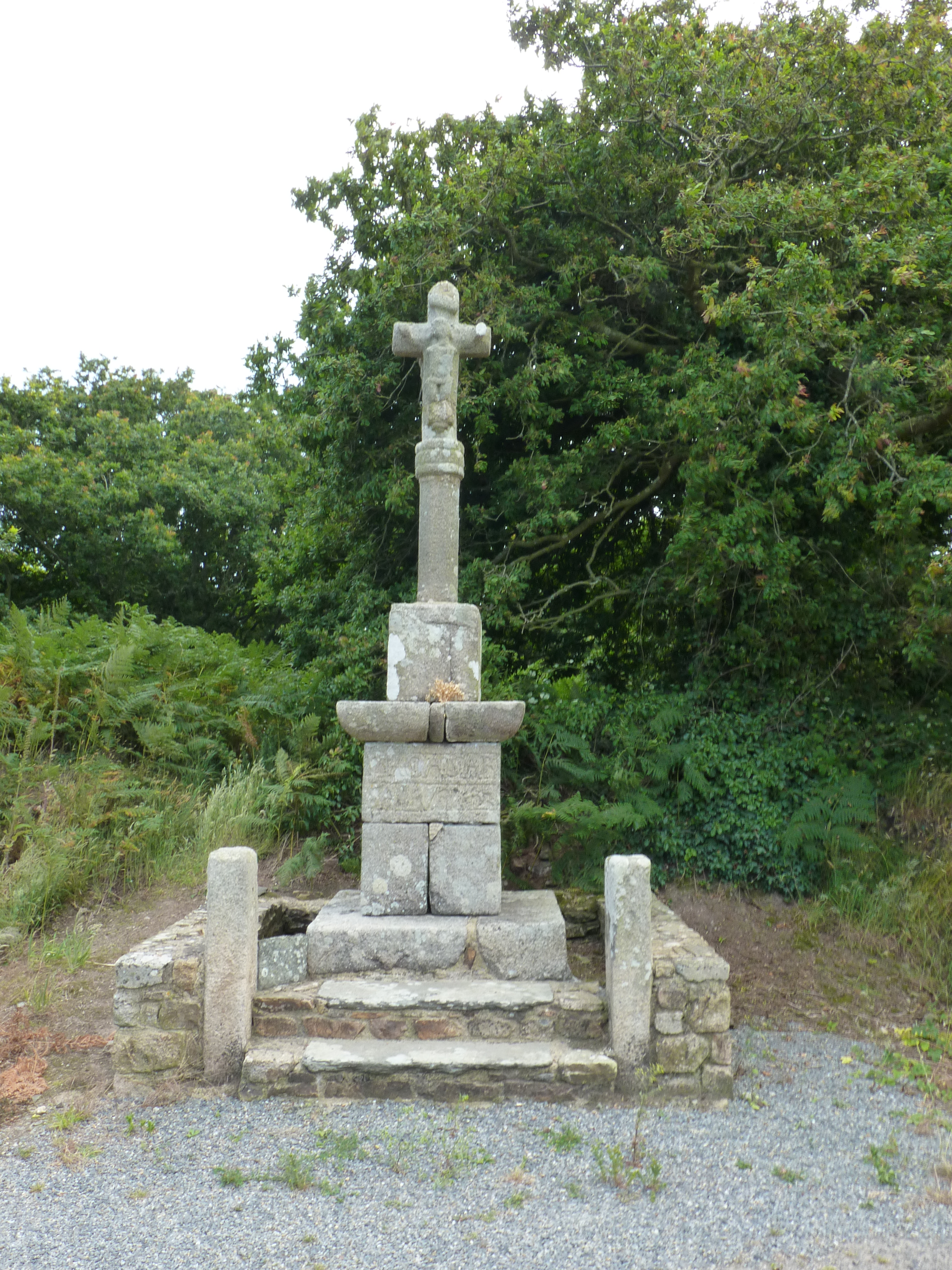
Croix de Kéraliès.

- Sur la commune se trouvent quatre chapelles :
  - la chapelle Saint-Adrien, située dans le hameau du même nom, dédiée à saint Adrien, et dont le pardon se déroule  en août ;
  - la chapelle Saint-Aaron, située dans le hameau du même nom, dédiée à saint Aaron (ou saint Douron) et dont le pardon se déroule en septembre ;
  - la chapelle Saint-Maudez, dédiée à saint Maudez ;
  - la chapelle Sainte-Hélène, dédiée à sainte Hélène.

## Personnalités liées à la commune
- Marie-Perrine Durand, née Créchriou (1851-1933), première gardienne de phare française reconnue par l'administration.
- Yves Feutren († 2011), ex-champion de Questions pour un champion.
- Révérend Père Hamon (1864-1925), dévoué à la société des œuvres de mer, aumônier des Terre-Neuvas.
- Luc Corlouër, Pleumeur-Gautier autrefois, Monographie 2020, Éditions le Cormoran, beau livre 200 pages